# Ristisaari (ö i Norra Savolax, Norra Savolax, lat 63,73, long 27,03)
Ristisaari är en ö i Finland. Den ligger i sjön Vieremänjärvi och i kommunen Vieremä i den ekonomiska regionen  Övre Savolax ekonomiska region  och landskapet Norra Savolax, i den centrala delen av landet, 400 km norr om huvudstaden Helsingfors. Öns area är 0,9 hektar och dess största längd är 190 meter i sydöst-nordvästlig riktning.